# Yardley Hastings
Yardley Hastings è un villaggio e parrocchia civile dell'Inghilterra, appartenente alla contea del Northamptonshire.